# Astragalus kelifi
Astragalus kelifi är en ärtväxtart som beskrevs av Vladimir Ippolitovich Lipsky. Astragalus kelifi ingår i släktet vedlar, och familjen ärtväxter. Inga underarter finns listade i Catalogue of Life.